# Młodzieżowe Mistrzostwa Polski w piłce nożnej plażowej 2016
Młodzieżowe Mistrzostwa Polski w piłce nożnej plażowej 2016 – turniej piłki nożnej plażowej, który odbył się w dniach 7-9 lipca 2016 roku na plaży w Gdańsku-Brzeźnie pod patronatem Polskiego Związku Piłki Nożnej. W tym turnieju został wyłoniony Mistrz Polski do lat 21 na rok 2016. Na turnieju zostało rozegranych 16 meczów. Zagrało w nich siedem zespołów. Drużyna Vitasport Zdrowia Garwolin po raz pierwszy w historii zdobyła tytuł Mistrza Polski.
Pierwszą bramkę w turnieju zdobył Arkadiusz Michalak z Grembacha Łódź w 4. minucie meczu z Laktozą Łyszkowice.

## Termin turnieju
Pierwotnie, termin zawodów ustalony był na dni 28-31 lipca w Gdyni. Jednakże organizator zawodów postanowił, że turniej zostanie rozegrany wraz z Pucharem Polski. Ma to związek ze stworzeniem reprezentacji U-21, która otrzymała zaproszenie na turniej Talent Beach Soccer Tournament.

## Drużyny
Początkowo w turnieju miało wystąpić osiem drużyn, lecz z udziału zrezygnowała młodzieżowa drużyna Team Słupsk.
| Zespół                          | Liczba występów w MMP | Najlepszy wynik                                            | Ostatni występ | Miejsce w rankingu |
| ------------------------------- | --------------------- | ---------------------------------------------------------- | -------------- | ------------------ |
| Beckerarena Warszawa            | 2                     | 3. miejsce (2015)                                          | 2015           | 3.                 |
| Grembach Łódź                   | 4                     | Mistrzostwo (2010)                                         | 2015           | 5.                 |
| Laktoza Łyszkowice              | 5                     | Mistrzostwo (2015)                                         | 2015           | 1.                 |
| Omida Hemako Sztutowo           | 11                    | Mistrzostwo (2006), (2008), (2009), (2011), (2012), (2013) | 2015           | 2.                 |
| UKS Milenium Gliwice            | 7                     | Mistrzostwo (2014)                                         | 2015           | 4.                 |
| Vitasport Zdrowie Garwolin      | 2                     | faza grupowa (2012)                                        | 2012           | 7.                 |
| Zgoda Chodecz Beach Soccer Team | 1                     | debiutant                                                  | -              | 8.                 |

## Faza grupowa
Losowanie fazy grupowej Młodzieżowych Mistrzostw Polski w piłce nożnej plażowej odbyło się w czerwcu 2016 roku.

Legenda do tabelek:
- Zwyc. – zwycięstwa
- Zw. pd. – zwycięstwa po dogrywce
- Por. – porażki
- R – remisy
- P – porażki
- Br+ – bramki zdobyte
- Br− – bramki stracone
- +/− – różnica bramek

Dwie pierwsze drużyny z każdej grupy awansują do dalszych gier.

### Grupa A
| Zespół                          | Mecze | Punkty | Zwyc. | Zw. pd. | Por. | Br+ | Br− | +/− |
| ------------------------------- | ----- | ------ | ----- | ------- | ---- | --- | --- | --- |
| UKS Milenium Gliwice            | 3     | 8      | 2     | 1       | 0    | 16  | 8   | +8  |
| Grembach Łódź                   | 3     | 4      | 1     | 1       | 1    | 21  | 12  | +9  |
| Laktoza Łyszkowice              | 3     | 3      | 1     | 0       | 2    | 14  | 15  | -1  |
| Zgoda Chodecz Beach Soccer Team | 3     | 0      | 0     | 0       | 3    | 9   | 24  | -15 |

| 7 lipca 2016 14:00 | Laktoza Łyszkowice | 5:6(3:1, 2:2, 0:2 d. 0:1) | Grembach Łódź | PGE Stadion Letni I, Gdańsk |
|                    |                    |                           |               |                             |

| 7 lipca 2016 15:00 | Milenium Gliwice | 5:3(3:2, 2:0, 0:1) | Zgoda Chodecz Beach Soccer Team | PGE Stadion Letni II, Gdańsk |
|                    |                  |                    |                                 |                              |

| 7 lipca 2016 18:00 | Zgoda Chodecz Beach Soccer Team | 3:8(0:2, 2:3, 1:3) | Laktoza Łyszkowice | PGE Stadion Letni II, Gdańsk |
|                    |                                 |                    |                    |                              |

| 7 lipca 2016 19:00 | Milenium Gliwice | 5:4(0:1, 2:0, 2:3, d. 1:0) | Grembach Łódź | PGE Stadion Letni I, Gdańsk |
|                    |                  |                            |               |                             |

| 8 lipca 2016 12:00 | Grembach Łódź | 11:2(4:0, 3:0, 4:2) | Zgoda Chodecz Beach Soccer Team | PGE Stadion Letni I, Gdańsk |
|                    |               |                     |                                 |                             |

| 8 lipca 2016 13:00 | Laktoza Łyszkowice | 1:6(0:1, 0:2, 1:3) | Milenium Gliwice | PGE Stadion Letni I, Gdańsk |
|                    |                    |                    |                  |                             |

### Grupa B
| Zespół                              | Mecze | Punkty | Zwyc. | Zw. pd. | Por. | Br+ | Br− | +/− |
| ----------------------------------- | ----- | ------ | ----- | ------- | ---- | --- | --- | --- |
| Firtech Becpak Beckerarena Warszawa | 2     | 3      | 1     | 0       | 1    | 8   | 8   | 0   |
| Vitasport Zdrowie Garwolin          | 2     | 3      | 1     | 0       | 1    | 8   | 8   | 0   |
| Omida Hemako Sztutowo               | 2     | 3      | 1     | 0       | 1    | 6   | 6   | 0   |

| 7 lipca 2016 15:00 | Firtech Becpak Beckerarena Warszawa | 6:4(0:1, 2:1, 4:2) | Vitasport Zdrowie Garwolin | PGE Stadion Letni, Gdańsk |
|                    |                                     |                    |                            |                           |

| 7 lipca 2016 18:00 | Vitasport Zdrowie Garwolin | 4:2(2:1, 2:0, 0:1) | Omida Hemako Sztutowo | PGE Stadion Letni I, Gdańsk |
|                    |                            |                    |                       |                             |

| 8 lipca 2016 13:00 | Omida Hemako Sztutowo | 4:2(0:1, 2:0, 2:1) | Beckerarena Warszawa | PGE Stadion Letni I, Gdańsk |
|                    |                       |                    |                      |                             |

## Faza pucharowa

### Półfinały
| 9 lipca 2016 11:00 | Beckerarena Warszawa | 6:2(0:0, 4:0, 2:2) | Grembach Łódź | PGE Stadion Letni I, Gdańsk |
|                    |                      |                    |               |                             |

| 9 lipca 2016 11:00 | Milenium Gliwice | 5:8(1:2, 2:2, 2:4) | Vitasport Zdrowie Garwolin | PGE Stadion Letni II, Gdańsk |
|                    |                  |                    |                            |                              |

### Mecz o 3. miejsce
| 9 lipca 2016 16:00 | Grembach Łódź | 1:1 k. 3:4(0:0, 1:0, 1:1) | Milenium Gliwice | PGE Stadion Letni II, Gdańsk |
|                    |               |                           |                  |                              |

### Finał
| 9 lipca 2016 16:00 | Vitasport Zdrowie Garwolin | 4:3(0:0, 3:2, 1:1) | Beckerarena Warszawa | PGE Stadion Letni I, Gdańsk |
|                    |                            |                    |                      |                             |

## Klasyfikacja końcowa
| Lp.                            | Zespół                          |
| ------------------------------ | ------------------------------- |
| 1.                             | Vitasport Zdrowie Garwolin      |
| 2.                             | Beckerarena Warszawa            |
| 3.                             | UKS Milenium Gliwice            |
| 4.                             | Grembach Łódź                   |
| Wyeliminowane w fazie grupowej |                                 |
| 5.                             | Omida Hemako Sztutowo           |
| 6.                             | Laktoza Łyszkowice              |
| 7.                             | Zgoda Chodecz Beach Soccer Team |

## Nagrody indywidualne
Najlepszy zawodnik turnieju: Filip Gac (Vitasport Zdrowie Garwolin)

Król strzelców: Wojciech Żur (Milenium Gliwice) - 7 bramek

Najlepszy bramkarz: Łukasz Świdnicki (Beckerarena Warszawa)